# Komisija Indijskog Oceana
Komisija Indijskog Oceana (fra. Commission de l'Océan Indien) je međudržavna organizacija između nekih država Indijskog oceana.

## Povijest
Organizacija je stvorena u siječnju 1984. godine, ugovorom između Madagaskara, Mauricijusa i Sejšela.
1986. organiziacije su se pridružili Komori i Francuska.
U rujnu 2005. COI je zatražila status promatrača u Generalnom vijeću Ujedinjenih Naroda.

## Ciljevi
- diplomatska suradnja
- ekonomska i trgovinska suradnja
- suradnja u agrikulturi, morskom ribarstvu i očuvanju resursa i ekosistema
- suradnja u kulturi, znanosti, tehnologiji, obrazovanju i pravnim pitanjima

## Zemlje članice
- Unija Komora
- Republika Madagaskar
- Republika Mauricijus
- Republika Francuska s otocima Reunion i Mayotte
- Republika Sejšeli

## Vanjske poveznice
Službena stranica Komisije Indijskog oceana  Arhivirana inačica izvorne stranice od 16. listopada 2005. (Wayback Machine)- na francuskom